# Aire-sur-l'Adour
 Aire-sur-l'Adour  (en occitano Aira) es una población y comuna francesa, en la región de Nueva Aquitania, departamento de Landas, en el distrito de Mont-de-Marsan. Es la cabecera y mayor población del cantón de su nombre.
Forma parte del Camino de Santiago (Via Podiensis). Fue sede episcopal hasta 1933.

## Demografía
| 4160 | 4841 | 5168 | 5665 | 5896 | 6242 | 6205 | 6003 |
| Para los censos de 1962 a 1999 la población legal corresponde a la población sin duplicidades (Fuente: INSEE [Consultar]) |      |      |      |      |      |      |      |

### Aglomeración urbana
Su aglomeración urbana incluye Barcelonne-du-Gers (Gers). Tiene una superficie de 78,07 km² y una población (censo de 1999) de 7306 habitantes.
| 5075 | 5872 | 6259 | 6855 | 7030 | 7425 | 7517 | 7306 |
| Para los censos de 1962 a 1999 la población legal corresponde a la población sin duplicidades (Fuente: INSEE [Consultar]) |      |      |      |      |      |      |      |